# Charron (Charente Marítimo)
 Charron  es una población y comuna francesa, situada en la región de Poitou-Charentes, departamento de Charente Marítimo, en el distrito de La Rochelle y cantón de Marans.

## Demografía
| 1307 | 1337 | 1444 | 1538 | 1512 | 1650 |
| Para los censos de 1962 a 1999 la población legal corresponde a la población sin duplicidades (Fuente: INSEE [Consultar]) |      |      |      |      |      |